# Kirsten Thonicke
Kirsten Thonicke (geboren 14. Juni 1972 in Frankfurt (Oder)) ist eine Geowissenschaftlerin am Potsdam-Institut für Klimafolgenforschung und Hochschullehrerin an der Universität Potsdam.

## Leben und Wirken
Kirsten Thonicke studierte an der Universität Potsdam Physische Geographie in einem Diplomstudiengang mit Biologie und Informatik als Nebenfächer. Sie schloss ihr Studium 1997 ab und wurde ebenfalls in Potsdam 2003 zum Doktor der Naturwissenschaften im Fach Geoökologie promoviert. Ihre Dissertation Vegetationsdynamik und Feuer als Störungsfaktor – Analyse und Modelle wurde als beste Promotion des Jahrgangs 2002/2003 mit dem Michelson-Preis der Mathematisch-Naturwissenschaftlichen Fakultät der Universität ausgezeichnet und erhielt als beste Dissertation des Jahrgangs 2003/2004 auch den Dissertationspreis der Universitätsgesellschaft Potsdam e.V.
Später war sie als Postdoktorandin am Max-Planck-Institut für Biogeochemie in Jena tätig und erhielt 2005 ein Marie Curie Fellowship an der University of Bristol. Von 2007 bis 2011 war sie Postdoktorandin am Potsdam-Institut für Klimafolgenforschung (PIK). 2020 habilitierte sie sich im Fach Geoökologie an der Universität Potsdam und lehrt seitdem dort als Privatdozentin. Ihre 2019 auf Englisch eingereichte Habilitationsschrift hat den Titel The influence of disturbance, climate extremes and land-use change on vegetation dynamics.
Seit 2011 ist Thonicke am PIK als stellvertretende Abteilungsleiterin der Forschungsabteilung Erdsystemanalyse sowie seit 2020 als Sprecherin des Leibniz-Forschungsnetzwerkes Biodiversität tätig. In ihrer eigenen Forschung untersucht sie vor allem, wie sich die globale Erwärmung und die sich wandelnde Landnutzung auf Ökosysteme und Biodiversität auswirken, unter anderem im Zusammenhang mit Waldbränden.
Als Spezialistin für Geoökologie tritt sie regelmäßig in den überregionalen Medien in Erscheinung.

## Veröffentlichungen (Auswahl)
- S. Sitch, B. Smith, Ian Colin Prentice, Almut Arneth, A. Bondeau, Wolfgang Cramer, J. O. Kaplan, S. Levis, W. Lucht, M. T. Sykes, Kirsten Thonicke, S. Venevsky: Evaluation of ecosystem dynamics, plant geography and terrestrial carbon cycling in the LPJ Dynamic Global Vegetation Model. In: Global Change Biology. Band 9, 2003, S. 161–185, doi:10.1046/j.1365-2486.2003.00569.x (englisch).
- Markus Reichstein, M. Bahn, P. Ciais, D. Frank, M. D. Mahecha, Sonia Seneviratne, J. Zscheischler, C. Beer, Nina Buchmann, D. C. Frank, D. Papale, Anja Rammig, P. Smith, Kirsten Thonicke, M. van der Velde, S. Vicca, A. Walz, M. Wattenbach: Climate extremes and the carbon cycle. In: Nature. Band 500, 2013, S. 287–295, doi:10.1038/nature12350 (englisch).
- Thomas Glade, Peter Hoffmann, Kirsten Thonicke: Dürre, Waldbrände, gravitative Massenbewegungen und andere klimarelevante Naturgefahren. In: Guy P. Brasseur, Daniela Jacob, Susanne Schuck-Zöller (Hrsg.): Klimawandel in Deutschland: Entwicklung, Folgen, Risiken und Perspektiven. Springer, 2016, ISBN 978-3-662-50397-3, S. 117–119 (springer.com).
- B. Sakschewski, W. von Bloh, A. Boit, L. Poorter, M. Peña-Claros, J. Heinke, J. Joshi, Kirsten Thonicke: Resilience of Amazon forests emerges from plant trait diversity. In: Nature Climate Change. Band 6, Nr. 11, 2016, S. 1032–1036, doi:10.1038/nclimate3109 (englisch).